# Bryce DeWitt
Bryce DeWitt (n. 8 ianuarie 1923, Dinuba⁠(d), California, SUA – d. 23 septembrie 2004, Austin, Texas, SUA) a fost un fizician și teoretician american, specializat în fizica cuantică relativistă, unul dintre constructorii bombei atomice americane.

## Biografie
A fost născut Carl Seligman Bryce, dar supranumele DeWitt a fost adăugat din partea mamei, după ce tatăl său a fost represat în anul 1950. Acesta a fost unul dintre motivele, pentru care ulterior Felix Bloch a oprit avansarea lui Bryce DeWitt la Universitatea din Stanford, acesta fiind nevoit să se mute la Austin, Texas. După tată provine din Olanda. În anii celui de al doilea război mondial a fost aviator al marinei navale americane. DeWitt a absolvit Universitatea Harvard. Iar , ulterior a  fost discipolul Laureatului  premului Nobel Julian Seymour Schwinger. În anul 1950 a obținut gradul de doctor în filozofie. Ulterior a lucrat la Institutul de studii avansate din Princeton, Universitatea Chapel Hill din Carolina de Nord și Universitatea din Texas cu sediul la Austin. A fost căsătorit cu fiziciana de origine franceză Cécile DeWitt-Morette. La sfărșitul celui de al doilea răzbpoi mondial a aderat la Proiectul Manhattan, elaborat la Los Alamos, care a cosntruit bomba atomică americană. În anul 1987 a participat la simpozionul internațional "Gravitația cuantică" (Moscova), unde s-a cunoscut cu Andrei Saharov. A decedat la 23 septembrie 2004 de cancer pancreatic. A fost înmormântat în Franța la insistența soției și a celor 4 fiice ale sale. 

## Activitatea științifică
Lui Bryce DeWitt îi aparțin rezultate importante în domeniul aplicării mecanicii cuantice în teoria câmpului gravitațional. În particular, este considerat autorul gravitației cuantice canonice.  A fost unul dintre primii cercatători ai proceseler de difuzie a particulelor elementare în câmpul gravitațional al găurilor negre, obținând in primă aproximație pentru unghiuri mici secțiunile eficace de împrăștiere pentru fotoni, gravitoni, bazandu- se pe aproximația dezvoltată de fizianul indian Suraj Gupta pentru câmpul gravitațional cu câțiva ani inainte. O trecere în revistă cvasicompleta a acestor lucrări, care au suscitat in anii 1960- 70 un interes viu in multe tari printre fizicienii gravitationisti poate fi găsită în monografia . In articolul  De Witt descrie circumstanțele în care au fost realizate lucrările în domeniul cuantificării gravitației in acești ani, când după cel de al doilea război mondial s- a simțit o revigorare intensa a interesului pentru gravitație, pentru cuantificarea acestei teorii, precum și pentru calculul unor procese importante pentru astrofizica. Tot el, în colaborare cu John Archibald Wheeler a formulat ecuația Wheeler- DeWitt pentru funcția de undă a Universului, iar în colaborare cu Everett a formulat interpretarea multi-universuri a necanicii cuantice. Tot el în colaborare cu studentul său Larry Smarr a inițiat cercetările de gravitație numerică.

## Publicații
- ADS NASA
- SPIRES
- Biblioteca Congresului SUA